# Maytenus pavonii
Maytenus pavonii är en benvedsväxtart som beskrevs av John Isaac Briquet. Maytenus pavonii ingår i släktet Maytenus och familjen Celastraceae. Inga underarter finns listade.